# 蓬沙书院
蓬沙书院，位于中国广东省汕头市外砂镇林厝村与蓬中村交界，为汕头市龙湖区的一个省级级文物保护单位，类型为古建筑，公布时间为2012年10月20日。
蓬沙书院的历史年代为清代。